# ウィリアム・ヘイグ
リッチモンドのヘイグ男爵ウイリアム・ヘイグ（Rt Hon、William Hague、1961年3月26日 - ）は、イギリスの政治家。庶民院議員、外務・英連邦大臣、保守党党首を歴任した。2025年よりオックスフォード大学名誉総長 (Chancellor) 。

## 経歴

### 庶民院議員当選前まで
1961年3月26日にサウス・ヨークシャーのロザラムで誕生する。幼い頃から弁舌能力に優れ、1977年の保守党大会で弱冠16歳にして素晴らしい演説を行い、党首のマーガレット・サッチャー（後の首相）より「ウィリアム・ピットの再来」と絶賛された。
その後オックスフォード大学モードリン・コレッジに進学し、大学では哲学及び政治経済学（PPE）を学ぶとともに、オックスフォード大学保守連盟 (Oxford University Conservative Association) やオックスフォード・ユニオン (Oxford Union) の会長を務める。同大学卒業後はロイヤル・ダッチ・シェルやマッキンゼーで勤務し、またINSEADにて経営学修士の資格を取得した。

### 政界入りから保守党党首就任まで
1987年イギリス総選挙に労働党の強い選挙区から立候補するも落選する。しかし、1989年の補欠選挙で初当選し政界入りを果たす。1990年より複数の大臣の議会秘書官を経て、1995年からウェールズ大臣を務める。大臣在職当時ウェールズ省の職員だったフィオナ・ジェンキンスと知り合い、結婚する。
1997年イギリス総選挙において保守党は労働党に敗れ、首相のジョン・メージャー党首は辞任を表明した。ヘイグは党首選に立候補し、ケネス・クラークやマイケル・ハワードら保守党の大物議員を破り、36歳にして党首となる。

### 党首辞任からバックベンチャーへ
2001年イギリス総選挙において保守党は再び惨敗を喫し、ヘイグはその責任を取って辞任する。保守党党首としては、オースティン・チェンバレン以来の首相未経験の党首となった。
党首辞任後は役職に就かず、バックベンチャーとなる。また、執筆・講演活動を開始した。特に文才は際立っており、2004年に出版したウィリアム・ピット（小ピット）の伝記は翌年の英国ブックアワード (British Book Awards) の歴史部門を受賞し、2007年には奴隷制廃止活動家のウィリアム・ウィルバーフォースの伝記を上梓した。この時期、ヘイグは最も高収入の下院議員であり、年に100万ポンドを稼いだこともあった。

### フロントベンチに復帰
2005年イギリス総選挙において保守党は3度敗北し、マイケル・ハワード党首は辞任を表明。同年10月から12月にかけて党首選が行われた。ヘイグはデービッド・キャメロンを支持する。党首選の結果キャメロンが当選し、ヘイグは影の外相兼筆頭大臣（副党首格）に任命される。2010年イギリス総選挙は保守党が第1党の座を奪還。その後の自由民主党との連立協議で党の交渉団を代表した。交渉は成功し連立政権発足に伴い、ヘイグはキャメロン内閣において外務・英連邦大臣に指名された。
2014年7月に外務・英連邦大臣を辞任する事を表明し、代わって庶民院院内総務に就任した。
その後、リッチモンド選挙区の地盤を裕福なインド系ビジネスマンのリシ・スナックに譲り、下院議員引退後の2015年10月9日に、一代貴族として「ノースヨークシャー州リッチモンドの,リッチモンドのヘイグ男爵（Baron Hague of Richmond, of Richmond in the County of North Yorkshire）」に叙された。

### 政界引退後
2024年10月、オックスフォード大学の総長選挙に立候補し、翌月当選。2025年1月に就任した。

## 意見・思想

### トルコのヨーロッパ連合加盟
ヨーロッパ連合には準加盟の制度は無いが、ヨーロッパ連合とトルコとの関係を考える上でヨーロッパ連合に新しい制度が必要だろうと考えている。
キプロスとフランスはトルコのヨーロッパ連合加入交渉に反対し続けている。だが、2015年欧州難民危機において多くの難民がヨーロッパに流入し、2016年には2015年よりも状況が悪くなりそうであるためヨーロッパ連合とトルコが協調して対応にあたることが必要になっている（そしてその協調作業は現実的観点から様々な点で実効性に乏しいが、難民問題を解決するために）。ヨーロッパ連合はトルコとの将来的な関係を見直していく必要がある。
トルコをヨーロッパ連合の準加盟国とし、共通市場として貿易は行うが人の移動は制限すべきとする見解を示している。この場合トルコは「緊密化していく欧州連合」には加わらない。

### ドナルド・トランプ
ドナルド・トランプは畏怖の念を与える候補者だと形容している。
トランプは女性を不快にさせる姿勢をとり、しばしば対立候補者を侮辱し、メキシコなど他国に高圧的な態度を取るにもかかわらず、何百万という有権者がトランプに投票している。
トランプは韓国と日本はアメリカに頼るのでは無く、核兵器を保持するべきであり、アメリカはNATOへの支出を止めるべきと述べた。トランプは西洋の安全保障システムの破壊を支持していることになる。だがトランプの政策の支持者らは、アメリカに気を遣わない国々を防衛するための多額の軍事費を拠出することに辟易している。
また外務・英連邦大臣としてNATOの会合に出席していた時、アメリカの将官らが口々にアメリカの財政負担の大きさを懸念していた。東西冷戦時代にはNATO加盟国の防衛費の6割をアメリカが負担していたが、(ヘイグが外務・英連邦大臣時代には)75パーセントにまで上昇していた。トランプへの支持はアメリカが(軍事財政的)戦略的転換をする初期の兆候かも知れない。
トランプのもう一つの主要な政策は貿易についての保護主義である。
トランプは、中華人民共和国やメキシコからの輸入品に関税をかけることや新たな貿易協定を破棄することを望んでいる。これはアメリカの商品への報復行為・消費者が困るような価格上昇・そして世界経済のさらなる低成長をもたらすだろう。イギリスにとっても打撃のはずである。だがトランプの支持者はそのようには考えない。彼らは世界に向けてメッセージを送っているのである。
アメリカのような何百万という雇用が作り出されている国でも新しいデジタル経済から阻害され生活水準が停滞している人々がいるということを。
30年に渡る政治経験をもつヘイグは、「有権者がおかしな投票行動をとっている場合、実際には有権者は何かを言いたいのだ」と述べる。もし各国首脳がトランプが支持されている理由を理解できなければ、それら首脳らにとっての大きな過ちとなるだろう。

### デービッド・キャメロン
ヘイグの政権内での仕事仲間の中でも最も理性的な人物がデービッド・キャメロンであるかも知れない。連立政権を維持するという神経を使う仕事への適性・常に野党をなだめて説得し期待以上の合意を得るという能力・そして才能ある新たな人材(特に女性)を受け入れようと保守党をオープンにしたこと。キャメロンのこれらの能力によって保守党は成功し続け、野党から安定した政権与党になった。
キャメロンは忍耐強さと理性的な決断を下せる能力を持ちあわせた人物であり、舵取りが難しい時代にイギリスがそのような人物によって導かれたことは幸運だったと述べている。